# Lestelle-de-Saint-Martory
Lestelle-de-Saint-Martory (em occitano:  Era Estela de Sent Martòri) é uma comuna francesa na região administrativa da Occitânia, no departamento do Alto Garona. Estende-se por uma área de 9.4 km², com 438 habitantes, segundo o censo de 2018, com uma densidade de 47 hab/km².